# Mallow, County Cork
Mallow (Mala, Magh Ealla, e outras variações em irlandês) ou Mallow, County Cork é o "Crossroads de Munster" e a capital administrativa do norte do Condado de Cork, na Irlanda. Os Escritórios da Divisional Norte do Conselho do Condado de Cork estão localizados na cidade.
Magh Ealla em irlandês significa 'Planície dos Cisnes'. O mais recente Mala irlandês ou mesmo Mála são governos inspirados na re-gaelicizações de "Mallow" (ele mesmo uma anglicização de Magh Eala).

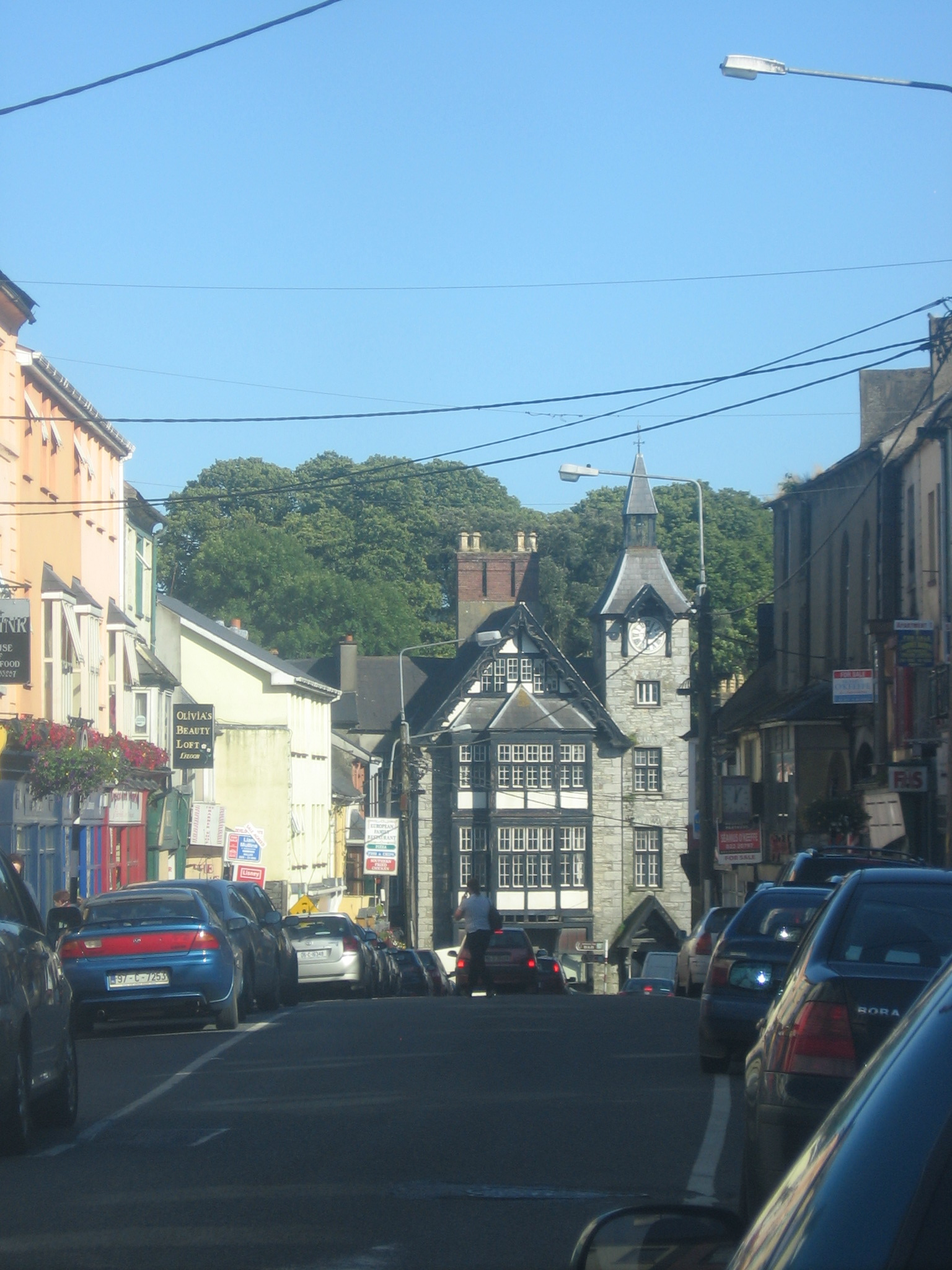
Cidade de Mallow

Localizada no fundo do vale do Blackwater, Mallow foi tradicionalmente uma cidade de mercado agrícola mas, devido aos grandes investimentos em infraestrutura, juntamente com a significativa ajuda do Conselho da Cidade de Mallow e o setor privado, a cidade tem tornado-se um próspero setor de negócios e uma cidade-satélite.